# El fantasma de Cibrián-Mahler
El fantasma de Cibrián-Mahler es una comedia musical argentina compuesta por la dupla" Cibrián-Mahler", inspirada en el cuento de Oscar Wilde "El Fantasma de Canterville". Estrenó en el año 2003 en el teatro Del Globo de Buenos Aires, con un elenco de 42 personas y orquesta en vivo. Originalmente la comedia musical se llamaba "El Fantasma de Canterville, un cuento musical". En el 2008 Pepe Cibrián y Angel Mahler fueron acusados de plagio y recibieron una orden judicial de no continuar con la obra titulada de esa manera, y tras ser tapiados todos los carteles de su obra, debió cambiar el nombre a "El fantasma de Cibrián Mahler" para continuar . En el 2008 la obra se presentó en el Teatro Lola Membrives de Buenos Aires con un elenco de 30 personas y orquesta en vivo. Al poco tiempo la causa iniciada fue revocada por carecer de sentido ya que nadie puede apropiarse de algo que no es suyo. Oscar Wilde escribió El Fantasma de Canterville y al pasar más de 70 años de su muerte, la obra es de dominio público. Por eso El musical de Cibrián Mahler volvió a llamarse con el título original.
"El Fantasma de Canterville" editó un CD con 19 tracks grabado en estudios "La isla" 
La obra realizó dos temporadas en Buenos Aires (2003 y 2008) y realizó giras nacionales durante el año 2003 y 2008.